# Palais des Beaux-Arts et des Arts libéraux

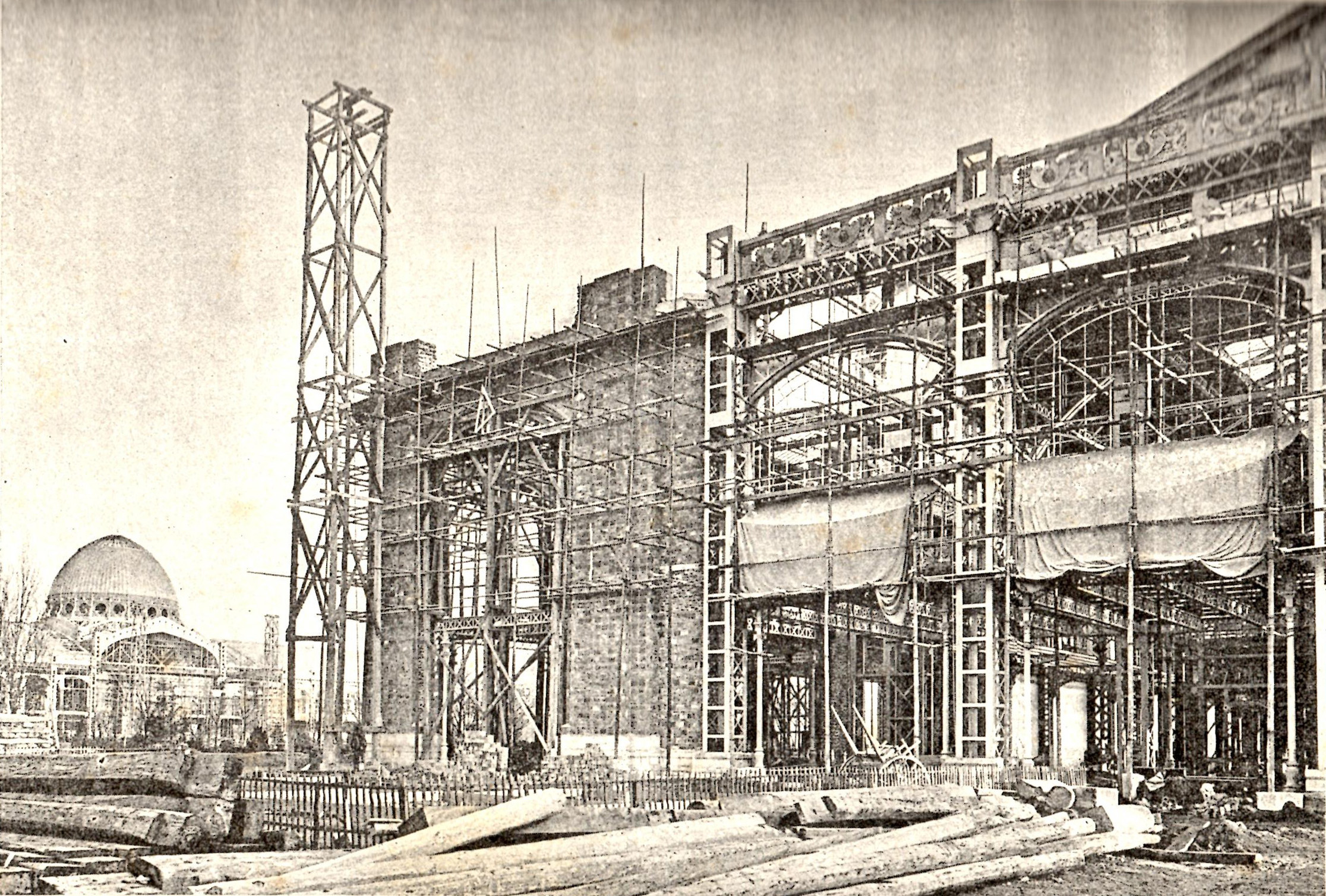
Construction du palais.

Les palais des Beaux-Arts et des Arts libéraux sont des édifices jumeaux construits pour l'exposition universelle de Paris de 1889. Ils sont l'œuvre de l'architecte Jean-Camille Formigé. Situés sur le Champ-de-Mars, ils prenaient place de part et d'autre de la tour Eiffel. Ils sont détruits à partir de septembre 1897, pour permettre de nouvelles constructions pour l'exposition universelle de 1900.
Après l'exposition, des ornements du palais (céramiques de Jules Paul Loebnitz) ont été conservés et installés square Paul-Langevin (5e arrondissement de Paris),.